# Rue François-Longaud
La rue François-Longaud (en occitan : carrièra Francés Longaud) est une voie de Toulouse, chef-lieu de la région Occitanie, dans le Midi de la France.

## Situation et accès

### Description
La rue François-Longaud est une voie publique. Elle se trouve à l'ouest du quartier Saint-Michel dans le secteur 5 - Sud-Est.
La chaussée compte, entre la rue Achille-Viadieu et l'entrée du lycée Marcellin-Berthelot (actuel no 14), une seule voie de circulation automobile en sens unique et, entre l'entrée du lycée Marcellin-Berthelot et le boulevard Maréchal-Juin, une voie de circulation dans chaque sens. Elle appartient à une zone 30 et la vitesse y est limitée à 30 km/h. Il n'existe ni bande, ni piste cyclable, quoiqu'elle soit en double-sens cyclable sur toute sa longueur.

### Voies rencontrées
La rue François-Longaud rencontre les voies suivantes, dans l'ordre des numéros croissants (« g » indique que la rue se situe à gauche, « d » à droite) :
1. Boulevard du Maréchal-Juin
2. Boulevard des Platanes (d)
3. Rue Henri-Tagnères (d)
4. Rue des Saules (d)
5. Rue Achille-Viadieu

## Odonymie
La rue porte, depuis 1965, le nom de François Longaud (1860-1926). Entre 1906 et 1926, il fut en remplacement d'Auguste Lafourcade le directeur de l'école primaire supérieure Berthelot (1906-1926). Il avait précédemment dirigé les écoles supérieures d'Excideuil, Ribérac, Coucy et Orléans. Il fut également président des Pupilles de la Nation et président du Comité des Pyrénées de rugby de 1912 à 1919.
Aux XVe et XVIe siècles, la rue apparaît dans les textes comme le « coin » du Gallois ou, parfois, de la Fontaine-du-Gallois (Font del Galoys en occitan médiéval, 1478). Un nom similaire se retrouve pour une rue parallèle, dans le même quartier de Port-Garaud, la rue des Gallois. Selon Pierre Salies, à la fin du XVIIIe siècle, on trouvait en bordure du chemin du Férétra (actuelle rue Achille-Viadieu), les terrains de la Tour du Gallois et de la Fontaine du Gallois, appartenant à la puissante famille toulousaine des Ysalguier. Or, il note l'existence au XIVe siècle d'un François Ysalguier, dit Galois, lié au gouverneur du Languedoc, Louis d'Anjou, capitoul en 1372-1373. En revanche, Jean Coppolani, plus prudent, note que l'origine de ce nom est inconnue et qu'elle vient sans doute d'un nommé Gallois (ou Gaulois) qui possédait des terrains dans les alentours. Au XVIIIe siècle, on donne à la rue le nom de Calais : il ne s'agit pas, ici, de la ville de Calais, mais d'une déformation de « Calers », nom d'une maison à l'angle du chemin du Férétra,. C'est finalement ce nom qui se conserva jusqu'en 1965, sauf en 1794, pendant la Révolution française, où on lui attribua quelque temps celui de rue la Sollicitude.

## Patrimoine et lieux d'intérêt

### Établissements scolaires
- no  14 : lycée Marcellin-Berthelot.
- no  18 : collège Marcellin-Berthelot[7].

### Immeubles et maisons
- no  6 : immeuble[8].
- no  13 : résidence Esplanade Mermoz[9].